# Собисевич, Алексей Леонидович
Алексе́й Леони́дович Собисе́вич (род. 18 ноября 1968 года) — российский учёный-геофизик, специалист в области математической геофизики, вулканологии и геоэкологии. Заведующий лабораторией в Институте физики Земли им. О. Ю. Шмидта РАН (ИФЗ РАН). Доктор наук, профессор РАН, член-корреспондент РАН (2016), заместитель академика-секретаря ОНЗ РАН.

## Биография
Родился 18 ноября 1968 года. Отец — Л. Е. Собисевич, доктор технических наук, профессор, Заслуженный деятель науки РФ, главный научный сотрудник лаборатории прикладной геофизики и вулканологии ИФЗ PАН.
В 1992 году А. Л. Собисевич был принят на работу ИФЗ, где прошёл должностной путь от инженера до заведующего лабораторией фундаментальных проблем экологической геофизики и вулканологии.
В 1995 году защитил кандидатскую диссертацию, тема: «Исследование математических моделей и механизмов активного мониторинга слоистых сред». В 2003 году стал доктором физико-математических наук, тема докторской диссертации: «Математические модели волновых процессов в неоднородных геологических структурах».
В декабре 2015 года ему присвоено почётное учёное звание профессора РАН, а в октябре 2016 года был избран членом-корреспондентом РАН по Отделению наук о Земле.

## Профессиональная деятельность

### Научно-исследовательская работа
А. Л. Собисевич — специалист в области математической геофизики, вулканологии и геоэкологии. В соавторстве опубликовал свыше 160 научных работ, из них 18 монографий, картографический атлас, имеет 7 изобретений и 6 патентов. Издал четыре личных монографии.
В числе основных результатов:
- создание основ теории наведённых волновых процессов в геологических образованиях резонансного типа;
- предложение оригинальной теории зондирования магматических образований;
- анализ основных флюидно-магматических систем Северного Кавказа;
- изучение магнитных возмущений в геосферах, появляющихся при работе мощных сейсмовибраторов и другой специальной техники, а также в преддверии крупных сейсмических событий;
- составление атласа природно-техногенных опасностей Центрального Кавказа (ныне используется МЧС России);
- разработка новых геофизических технологий двойного назначения для обнаружения малошумящих подводных объектов и разведки углеводородов в Арктике.

При непосредственном участии А. Л. Собисевича создана Северокавказская геофизическая обсерватория.

### Организационная деятельность
А. Л. Собисевич —
- почётный член Европейского союза по наукам о Земле, Международной ассоциации вулканологии и химии недр Земли;
- учёный секретарь Программы фундаментальных исследований Президиума РАН «Природные катастрофы и адаптационные процессы в условиях изменяющегося климата и развития атомной энергетики»;
- член редколлегии журнала «Вулканология и сейсмология»;
- член Научного совета РАН по проблемам прикладной геофизики.

## Награды
- Почётная грамота Президента Российской Федерации (5 февраля 2024 года) — за заслуги в развитии отечественной науки, многолетнюю плодотворную деятельность и в связи с 300-летием со дня основания Российской академии наук[4].